# DC Super Hero Girls (televíziós sorozat)
A DC Super Hero Girls 2019 és 2021 között vetített amerikai televíziós 2D-s számítógépes animációs akciósorozat, amit Lauren Faust alkotott. A sorozatot Amerikában 2019. március 8-án kezdte el vetíteni a Cartoon Network. Magyarországon a Cartoon Network mutatta be 2019. szeptember 28-án.
A sorozat az azonos című websorozaton alapul.

## Ismertető
Hat tinédzser szuperhős: Diana Prince / Wonder Woman, Barbara Gordon / Batgirl, Kara Danvers / Supergirl, Zee Zatara / Zatanna, Jessica Cruz / Zöld Lámpás és Karen Beecher / Darázs. A hat lány a Metropolis High School-ban találkoznak és egy szuperhőscsapatot alkotnak Super Hero Girls néven.

## Szereplők

### Főszereplők
| Szereplő                    | Eredeti hang    | Magyar hang                              |
| --------------------------- | --------------- | ---------------------------------------- |
| Diana Prince / Wonder Woman | Grey DeLisle    | Köves Dóra                               |
| Kara Danvers / Supergirl    | Nicole Sullivan | Sipos Eszter Anna                        |
| Barbara Gordon / Batgirl    | Tara Strong     | Csuha Bori                               |
| Karen Beecher / Darázs      | Kimberly Brooks | Dögei Éva                                |
| Jessica Cruz / Zöld Lámpás  | Myrna Velasco   | Solecki Janka                            |
| Zee Zatara / Zatanna        | Kari Wahlgren   | Pekár Adrienn Magyar Viktória (énekhang) |

### Mellékszereplők
| Szereplő                         | Eredeti hang                                  | Magyar hang                                                                 |
| -------------------------------- | --------------------------------------------- | --------------------------------------------------------------------------- |
| Yamashiro Tatsu / Katana         | Rina Hoshino                                  | Molnár Ilona                                                                |
| Lena Luthor                      | Cassandra Lee Morris                          | Molnár Ilona                                                                |
| Pamela Lillian Isley / Méregcsók | Cristina Milizia                              | Martin Adél                                                                 |
| Shiera Sanders                   | Stephanie Lemelin                             | Nemes Takách Kata                                                           |
| Rachel Roth / Raven              | Tara Strong                                   | Nemes Takách Kata                                                           |
| Harleen Quinzel / Harley Quinn   | Tara Strong                                   | Tamási Nikolett (1. hang) Hermann Lilla (2. hang)                           |
| Ursa                             | Tara Strong                                   | Hermann Lilla                                                               |
| Barbara Ann Minerva / Gepárd     | Tara Strong                                   | Csifó Dorina                                                                |
| Bizarrogirl                      | Nicole Sullivan                               | Csifó Dorina                                                                |
| Ace                              | Dee Bradley Baker                             | Bogdán Gergő                                                                |
| Krypto                           | Dee Bradley Baker                             | Eredeti hang                                                                |
| Slade Wilson / Fojtó kín         | D.C. Douglas                                  | Szabó Sipos Barnabás                                                        |
| Jeremiah Danvers                 | Keith Ferguson                                | Seder Gábor (1. évad) Juhász György (2. évad)                               |
| Shane O'Shaughnessy              | Keith Ferguson                                | Sörös Miklós                                                                |
| Alfred Pennyworth                | Keith Ferguson                                | Bordás János (1. hang) Kőszegi Ákos (2. hang)                               |
| Bruce Wayne / Batman             | Keith Ferguson                                | Németh Attila István (1. hang) Pál Tamás (2. hang)                          |
| Dick Grayson / Robin             | Keith Ferguson                                | Pálmai Szabolcs                                                             |
| Lex Luthor                       | Will Friedle                                  | Hamvas Dániel                                                               |
| Szójátékos                       | David Hornsby                                 | Ágoston Péter                                                               |
| Ra's Al Ghul                     | Sendhil Ramamurthy Jason C. Miller (énekhang) | Ágoston Péter                                                               |
| Rose Wilson                      | Chelsea Staub                                 | Dobó Enikő                                                                  |
| Barry Allen / Flash              | Phil LaMarr                                   | Kádár-Szabó Bence (1. hang) Borbíró András (2. hang) Berkes Bence (3. hang) |
| Carter Hall / Hawkman            | Phil LaMarr                                   | Varga Rókus                                                                 |
| Mr. Zatara                       | Phil LaMarr                                   | Megyeri János (1. hang) Kárpáti Levente (2. hang)                           |
| Victor Stone / Cyborg            | Phil LaMarr                                   | Rada Bálint                                                                 |
| Victor Fries / Mr. Fagy          | John de Lancie                                | N/A                                                                         |
| Steve Trevor                     | Yuri Lowenthal                                | Baráth István (1. hang) ? (2. hang)                                         |
| Casey Krinsky                    | Lara Jill Miller                              | Mayer Szonja                                                                |
| Clark Kent / Superman            | Max Mittelman                                 | Markovics Tamás                                                             |
| Garth Bernstein / Vízilény       | Jessica McKenna                               | Pál Dániel Máté                                                             |
| Zod tábornok                     | Liam O’Brien                                  | Seder Gábor                                                                 |
| Oswald Cobblepot / Pingvin       | Alexander Polinsky                            | Seder Gábor                                                                 |
| Oliver Queen / Zöld Íjász        | Eddie Perino                                  | Bogdán Gergő                                                                |
| Mortimer Drake / Cavalier        | Griffin Puatu                                 | Kisfalusi Lehel                                                             |
| Dex-Starr                        | Kevin Michael Richardson                      | Gardi Tamás                                                                 |
| James Gordon                     | Fred Tatasciore                               | Gardi Tamás                                                                 |
| Hal Jordan / Zöld Lámpás         | Jason Spisak                                  | Baráth István                                                               |
| Lois Lane                        | Grey DeLisle                                  | Sági Tímea                                                                  |
| Doris Zeul / Giganta             | Grey DeLisle                                  | Vámos Mónika                                                                |
| Koriand'r / Csillagfény          | Grey DeLisle                                  | N/A                                                                         |
| Selina Kyle / Macskanő           | Cree Summer                                   | Laurinyecz Réka                                                             |
| Hippolüté királynő               | Cree Summer                                   | Szórádi Erika                                                               |
| Leslie Willis / Elektrosokk      | Mallory Low                                   | N/A                                                                         |
| Carol Ferris / Zafír Csillag     | Kari Wahlgren                                 | Laudon Andrea                                                               |
| Garfield Logan / Gézengúz        | Kari Wahlgren                                 | Szalay Csongor                                                              |
| Eliza Danvers                    | Kimberly Brooks                               | Pap Katalin                                                                 |
| Thaal Sinclair / Sinestro        | Keith Ferguson                                | Czető Roland                                                                |
| Antiopé                          | April Winchell                                | Farkasinszky Edit                                                           |

## Epizódok
| Évad | Évad | Epizódok | Eredeti sugárzás | Eredeti sugárzás   | Eredeti adó     | Magyar sugárzás      | Magyar sugárzás    | Magyar adó      |
| Évad | Évad | Epizódok | Évadpremier      | Évadfinálé         | Eredeti adó     | Évadpremier          | Évadfinálé         | Magyar adó      |
| ---- | ---- | -------- | ---------------- | ------------------ | --------------- | -------------------- | ------------------ | --------------- |
|      | 1    | 52       | 2019. március 8. | 2020. december 26. | Cartoon Network | 2019. szeptember 28. | 2020. december 19. | Cartoon Network |
|      | 2    | 26       | 2021. június 6.  | 2021. október 24.  | Cartoon Network | 2021. október 18.    | 2022. május 3.     | Cartoon Network |